# ID (OpenStreetMap)
iD ist ein einfach zu bedienender  OpenStreetMap-Editor, welcher plattformunabhängig in einem Webbrowser benutzt wird. Die Software ist in JavaScript geschrieben und steht unter der freien Lizenz ISC. Seit August 2013 wird iD standardmäßig zum Bearbeiten der Geodaten auf der OpenStreetMap-Webseite verwendet.

## Funktionsweise
Der Editor basiert auf einer Kartenansicht, in der Luftbilder mit den Rohdaten aus dem OpenStreetMap Datensatz überlagert werden. Nutzer können die Position und Geometrie von Punkten, Linien und Flächen per Drag and Drop verändern.
Zum aktuell ausgewählten Objekt werden zudem weitere Details angezeigt. So kann, beispielsweise bei einem Restaurant, der Name bearbeitet, oder fehlende Öffnungszeiten ergänzt werden.
Damit der Editor auch von Nutzern ohne OpenStreetMap Vorkenntnisse genutzt werden kann wird das  OpenStreetMap Tagging Schema vereinfacht und auf die am häufigsten genutzten Detailfelder reduziert dargestellt. Unter dem Reiter Eigenschaften sind alle Tags so wie sie in der OpenStreetMap Datenbank gespeichert werden aufgerührt.

## Verbreitung
Im Ranking der OpenStreetMap-Editoren belegt iD den ersten Platz nach Anzahl seiner Nutzer. In der Kategorie Anzahl der Bearbeitungen liegt er hinter JOSM auf dem zweiten Platz.

## Entwicklung
iD wurde als Nachfolger des noch auf  Flash basierenden  Potlatch 2 entwickelt. Ein Großteil des Portlach 2  Quellcodes wurde dabei zu JavaScript portiert. Die Benutzeroberfläche wurde komplett neu entwickelt. Der Editor wurde von den IT-Unternehmen Mapbox und Development Seed entwickelt und die Entwicklung von der Knight-Foundation mit $575.000 finanziert.